# Nepomukkapel (Boxmeer)
De Nepomukkapel is een kapel in Boxmeer in de gemeente Land van Cuijk in de Nederlandse provincie Noord-Brabant. De kapel staat aan de oprijlaan van Kasteel Boxmeer. Tegenover de kapel staat de Protestantse kerk.
De kapel is gewijd aan Johannes Nepomucenus.

## Geschiedenis
In 1737 werd de kapel opgericht door douairière gravin Van den Bergh-Hohenzollern-Sigmaringen om de oude kapel binnen het kasteel te vervangen. In de eerste helft van de 18e eeuw werd de toegang naar het kasteel verplaatst van het noorden naar het westen en daarbij werd de oude kapel afgebroken. Sinds de oprichting van de nieuwe kapel droegen de Karmelieten hier wekelijks de mis op.
In 1795 werd na de komst van de Fransen de afspraak verbroken met de Karmelieten om wekelijks een mis te houden, waardoor de kapel begin 1800 nergens nog voor gebruikt werd.
In 1840 kregen de Karmelieten het beheer over de kapel, maar deze werd verwaarloosd.
In 1973 werd de kapel gerestaureerd. Op 4 mei 1973 werd de kapel opgenomen in het rijksmonumentenregister.

## Opbouw
De kapel is een zaalkerkje en heeft een driezijdige sluiting. De voorgevel heeft een ingezwenkte geveltop met een gevelsteen die 1737 aanduidt, de zijgevels hebben rondboogvensters. De kapel wordt gedekt door een zadeldak met daarop een dakruiter.